# Likviditetsgrad
En virksomheds likviditetsgrad er et finansielt nøgletal, der belyser, om virksomheden er i stand til at betale sin kortfristede gæld tilbage i løbet af et år.
Der anvendes to forskellige beregninger af likviditetsgraden:
- Likviditetsgrad I (på engelsk kaldet quick ratio eller acid test) beregnes som omsætningsaktiver eksklusive varelageret divideret med virksomhedens kortfristede gæld
- Likviditetsgrad II (på engelsk kaldet current ratio) beregnes som omsætningsaktiverne divideret med virksomhedens kortfristede gæld[1]

Hvorvidt det er relevant at medregne varelagrene eller ej, vil afhænge af lageromsætningshastigheden. Hvis denne er høj, vil likviditetsgrad II være en rimelig indikator for virksomhedens evne til at betale sin kortfristede gæld.